# 영천 임고서원 은행나무
임고서원 은행나무(臨皐書院 銀杏나무)는 대한민국 경상북도 영천시 임고면 양항리, 임고서원에 있는 은행나무이다. 1985년 10월 15일 경상북도의 기념물 제63호로 지정되었다.

## 개요
은행나무는 살아 있는 화석이라 할 만큼 오래된 나무로 우리나라, 일본, 중국 등지에 분포하고 있다. 우리나라에는 중국에서 유교와 불교가 전해질 때 같이 들어온 것으로 전해지고 있다. 가을 단풍이 매우 아름답고 병충해가 없으며 넓고 짙은 그늘을 제공한다는 장점이 있어 정자나무 또는 가로수로도 많이 심는다.
임고서원의 은행나무는 나이가 500년 정도로 추정되며, 높이는 20m, 둘레는 5.95m에 이른다. 가지는 사방으로 퍼져 있으며, 나무가 자라나는 상태는 비교적 양호한 편이다.
본래 이 나무는 임고서원이 부래산에 있을 당시 그곳에 심어져 있었던 것이나, 임진왜란(1592)으로 인해 없어진 임고서원을 1600년경 이곳에 다시 지으면서 은행나무도 옮겨 심은 것이라고 한다.
임고서원의 은행나무는 오랜 세월 조상들의 관심과 보살핌 속에 살아온 나무로 생물학적 보존 가치가 인정되어 기념물로 지정하여 보호하고 있다.

## 같이 보기
- 임고서원

## 참고 문헌
- 임고서원은행나무 - 국가유산청 국가유산포털